# Palacio del Rebollín

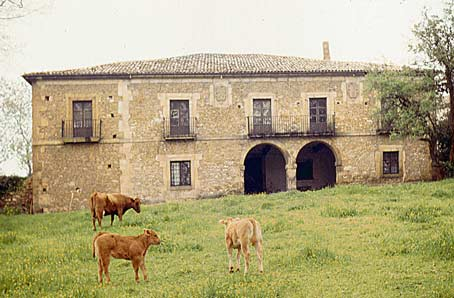
Palacio del Rebollín

El palacio del Rebollín es un palacio rural español situado en la localidad asturiana de Noreña.
En el alto del Rebollín se encuentra la casa-palacio del Rebollín. Su origen data de los siglos XVI y XVII y ha dado cobijo a las grandes familias asturianas como los Argüelles, los Llano, los Quirós, entre otras. La fachada principal, la sur, queda abierta al paisaje por dos arcos gemelos semicirculares sobre impostas lisas, que dan paso al amplio vestíbulo, que comunica a su vez directamente con el patio central, la escalera y el jardín que mencionaremos después. Otra imposta lisa y corrida a lo largo de la fachada separa la planta baja de la superior, que tiene cinco balcones, con balaustres de hierro forjado, siendo común el correspondiente a los balcones centrales, que hacen juego con los vanos de la planta baja. A los lados de los balcones centrales, las armas de la casa —Argüelles y Quirós— en bien labrados escudos.
La fachada oeste, pensada para un jardín de recreo, tiene seis balcones en su planta alta, con correspondencia asimismo de ventanas en la planta baja, salvo al suroeste, donde se repiten otro par de arcos gemelos semicirculares, concebidos para dar vista al jardín que dan paso a un pequeño vestíbulo que se comunica, como dijimos, con el vestíbulo de entrada. Al fondo del jardín se alza, aunque menoscabada desde la guerra civil, una torre palomar de planta cuadrada, edificio singularísimo en Asturias, de bajo y dos pisos, abierto aquel en amplio arco de medio punto sobre impostas lisas, en el lado frontero al palacio, y que tiene acceso por el primer piso mediante volada escalera sostenida por una semicolumna ochavada, adosada al muro norte. Esta construcción tiene escasos ejemplos en nuestra región, y hace pensar en un arquitecto conocedor de modelos foráneos, especialmente franceses.

Se trata de una de las mejores construcciones palaciegas asturianas concebido en un espacio abierto. Se trata de un edificio de planta rectangular formado por el bajo y un piso, con galería adintelada sobre columnas, y de una monumental escalera. En dicha estructura se ha aprovechado una edificación anterior, de finales del siglo XVII, de la que aún se conserva su puerta principal, de acodadas molduras, en el amplio vestíbulo de la fachada S. El exterior de sencilla monumentalidad, que contrasta con el interior, obedece ya a módulos neoclásicos, en el que sólo la sucesión de los vanos, de lisa marcación de piedra, rompe la uniformidad de de los parámetros de mampostería, logrando un expresivo efecto de claroscuro.
Emilio Marcos Vallaure

En la fachada norte se encuentra una inscripción que nombra al primer señor del palacio: «Esta obra se hizo a expensas de D. Menendo de Llanes Cienfuegos Campomanes y Argüelles. Año 1795».
En el interior, el patio abierto tiene planta cuadrada con doce columnas clásicas de raigambre toscana, cuatro por cada lado, esculpidas en piedra arenisca. En el lado norte hay un vestíbulo que se abre al patio por una triple arcada. El piso superior cuenta con un corredor de madera en bastante buen estado. En la primera planta nos encontramos con un pequeño oratorio, sobre cuyo altar hay un Cristo de metal y diversas imágenes entre las que destaca la de la Virgen de Covadonga. Fue casa de Alonso Marcos de Llanes Argüelles, arzobispo de Sevilla en tiempos de Carlos III.